# فرانسیسکو کامرا
فرانسیسکو کامرا (اسپانیایی: Francisco Cámera‎؛ زادهٔ ۱ ژانویهٔ ۱۹۴۴) بازیکن فوتبال اهل اروگوئه بود.
از باشگاه‌هایی که در آن بازی کرده‌است می‌توان به باشگاه فوتبال مونته‌ویدئو واندررز اشاره کرد.
وی همچنین در تیم ملی فوتبال اروگوئه بازی کرده‌است.